# Heteropoda signata
Heteropoda signata är en spindelart som beskrevs av Tord Tamerlan Teodor Thorell 1890. Heteropoda signata ingår i släktet Heteropoda och familjen jättekrabbspindlar. Inga underarter finns listade i Catalogue of Life.